# Nekojiru
Nekojiru (jap. ねこぢる; eigentlich 橋口 千代美 Hashiguchi Chiyomi; * 19. Januar 1967; † 10. Mai 1998) war eine japanische Manga-Zeichnerin.
Ihren ersten Comic veröffentlichte die Zeichnerin in der Juni-Ausgabe 1990 des Avantgarde-Manga-Magazins Garo mit der ersten Episode ihrer Serie Nekojiru Udon (ねこぢるうどん), an der sie noch bis 1994 für Garo arbeitete. Es folgten weitere Werke wie Nekojiru Dango (ねこぢるだんご), Neko Kami-sama (ねこ神さま) und Jirujiru Nikki (ぢるぢる日記).
In Nekojirus Werken standen stets anthropomorphe, niedlich gezeichnete Katzen im Vordergrund. Sie verband oft Gewalt mit Humor. Manche Geschichten hatten Träume der Zeichnerin als Grundlage.
Am 10. Mai 1998 starb sie im Alter von 31 Jahren durch Suizid. Durch den Tod stieg die Aufmerksamkeit für die Zeichnerin und es erschienen mehrere Neuauflagen ihrer Mangas. Ihr Ehemann Hajime Yamano (山野 一 Yamano Hajime), ebenfalls Manga-Zeichner, schuf unter dem Pseudonym Nekojiru-y (ねこぢるy) Fortsetzungen zu den Comics seiner verstorbenen Frau.
1999 erschien eine aus 27 kurzen Episoden bestehende Anime-Fernsehserie auf Basis von Nekojirus Werken, Nekojiru Gekijō (ねこぢる劇場). 2001 folgte der vom Animationsstudio J.C.Staff produzierte, etwa 30-minütige Kurzfilm Nekojiru-sō (ねこぢる草). Die drei Bücher zu Nekojiru Udon sowie der Band Nekojiru Manjū (ねこぢるまんじゅう) wurden ins Französische übersetzt.